# Kloka Listan
Kloka Listan är evidensbaserade rekommendationer av kostnadseffektiva läkemedel för vanliga sjukdomar i öppen och sluten vård samt ett urval av läkemedel med bred användning inom specialiserad öppen och sluten vård. Kloka Listan sammanställs av Stockholms läns läkemedelskommitté och rekommendationerna gäller Stockholms län. Stockholms läns läkemedelskommitté beslutar, efter förslag från läkemedelskommitténs expertråd, vilka läkemedel som ska rekommenderas i Kloka Listan. Rekommendationerna grundas på vetenskaplig dokumentation avseende läkemedlens effekt och säkerhet, beprövad erfarenhet och kostnadseffektivitet. I de fall där miljöinformation finns tillgänglig vägs den in vid valet av läkemedel.
Kloka Listan ges ut årligen och finns i tre versioner, läkarversion, patientversion och synonymlistan.